# Línguas naicas
As línguas naicas são um grupo de línguas sino-tibetanas que incluem naxi, na (mosuo), shixing (xumi), e namuyi (namuzi). Elas foram classificados de várias formas como parte do ramo lolóico ou qiânguico dos sino-tibetanos.
O termo "naico" deriva do endônimo na, usado por falantes de várias línguas.

## Classificação

### Lama (2012)
Lama (2012) lista os seguintes idiomas no grupo naico, que ele coloca no ramo lolóico.
- Namuzi (næ˥mu˧zɿ˧˩)
- Naxi (nɑ˨˩ɕi˧)
  - Na: Mali Masa, Na (Moso)
  - etc.
    - Naru
    - Naheng, Naxi propriamente dito

Lama (2012) lista as seguintes mudanças sonoras do protololo como inovações do naico.
- *sn > ȵ-
- *pw- > b-, ʁ-

### Jacques & Michaud (2011), Bradley (2008), Chirkova (2012)
O grupo naico é classificado como qiânguico e não loloico por Guillaume Jacques & Alexis Michaud (2011). David Bradley (2008) também sugeriu que o grupo de idiomas naicos (incluindo naxi, na, namuyi e shixing) são idiomas qiânguicos.
- Namuyi
- Shixing
- Línguas nas
  - Naxi
  - Na
  - Laze

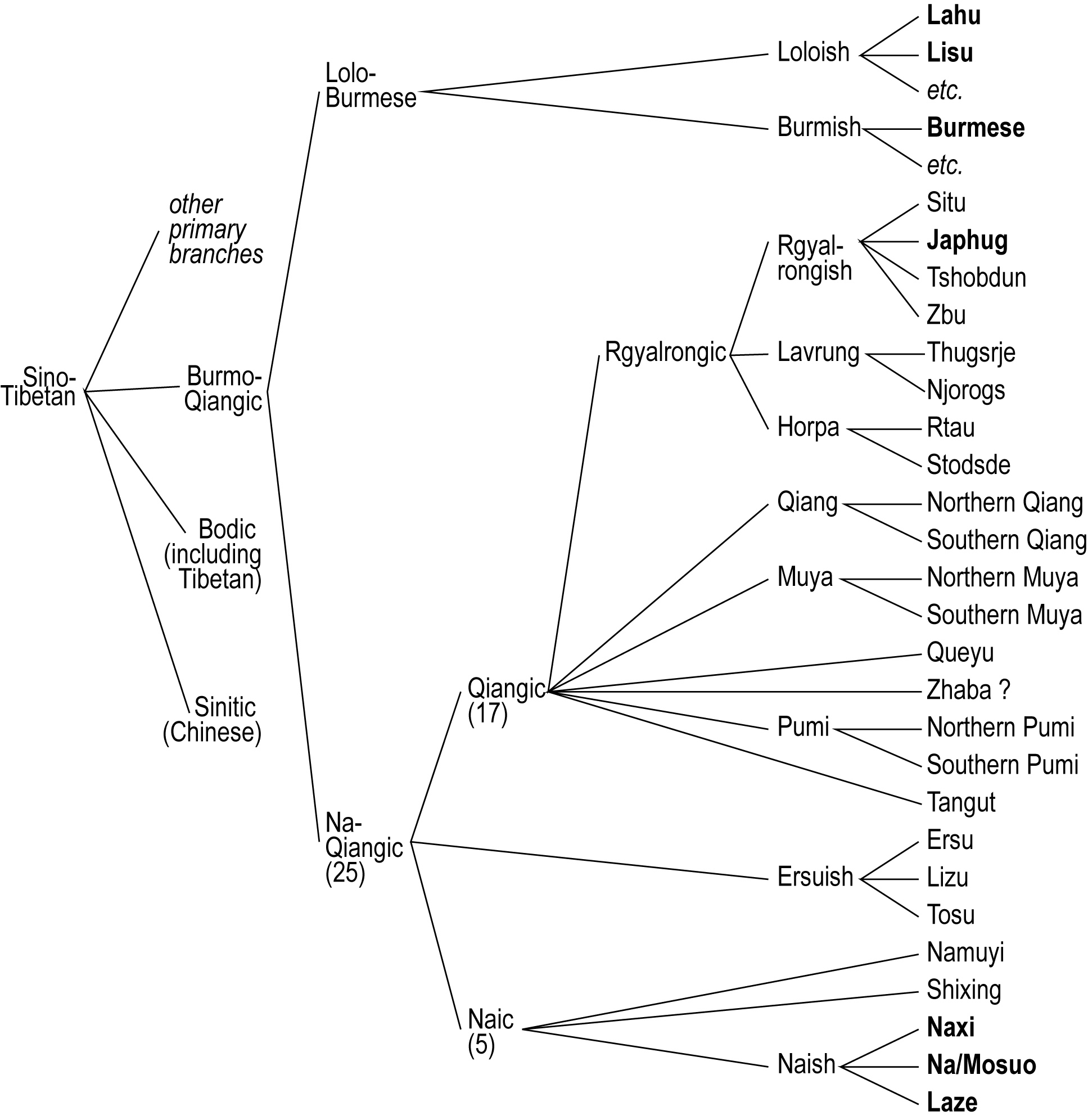
Árvore genealógica provisória sino-tibetana proposta por Jacques & Michaud (2011)

O argumento baseia-se na descoberta de cognatos com línguas qiângicas, superficialmente indetectáveis devido ao alto grau de erosão fonológica das línguas naicas, mas que podem ser descobertos através de um exame sistemático de correspondências lexicais. O progresso na reconstrução de idiomas rgyalrônguicos e outros idiomas do ramo qiânguico oferece uma base aprimorada para a reconstrução. Por exemplo, parece que *-o do protonaish corresponde a *-o e *-aŋ do protorgyalrônguico, sugerindo uma fusão entre uma sílaba fechada e uma sílaba aberta.
Chirkova (2012) confirma que "Shixing exibe similaridade significativa com na (isto é, naish) em todos os seus subsistemas linguísticos e sem similaridade comparável com qualquer outro idioma local ou grupo de idiomas "(p. 154). A partir de uma comparação detalhada, o autor conclui que "pode-se supor que" shixing seja uma língua na que passou por considerável reestruturação" (p. 157).

### Lidz (2010)
Lidz (2010) agrupa as variedades naxi da seguinte forma, mas não considera onde essas línguas se encaixam no sino-tibetano. Lidz observa que os grupos ocidentais se chamam "naxi", enquanto os grupos orientais se chamam "Na" — daí os parênteses. Lidz (2010) também observa que os falantes de na (leste) de Sujuão são oficialmente classificados como mongóis étnicos pelo governo chinês. Namuyi e shixing não são abordados.
Na(xi)
- Ocidental (Naxi')
  - Baoshanzhou 保山州
  - Dayanzhen 大研镇
  - Lijiang 丽江
- Leste (Na)
  - Ninglang 宁蒗 / Beiqu 北渠
  - Yongning 永宁
  - Guabie 瓜别